# فهرست فیلم‌های ایرانی سال ۱۳۴۸
فهرست فیلم‌های ایرانی سال ۱۳۴۸

## فهرست
| عنوان                  | کارگردان           | فیلم‌نامه‌نویس(ها)               | بازیگران                                                                             |
| ---------------------- | ------------------ | ------------------------------ | ------------------------------------------------------------------------------------ |
| آخرین مبارزه           |                    |                                |                                                                                      |
| الماس ۳۳               | داریوش مهرجویی     |                                | رضا فاضلی، نانسی کووک، تقی ظهوری، کتایون امیرابراهیمی، حمیده خیرآبادی، جهانگیر غفاری |
| امشب دختری می‌میرد      | مصطفی عالمیان      |                                | فروزان                                                                               |
| بابا کوهی              | داوود ملاپور       |                                |                                                                                      |
| بازی خطرناک            | مهدی رئیس فیروز    |                                |                                                                                      |
| بهشت دور نیست          | اسماعیل ریاحی      | اسماعیل ریاحی                  | محمدعلی فردین، فروزان                                                                |
| پا تو کفش من نکن       | رضا صفایی          | افشین                          |                                                                                      |
| پسران قارون            | رضا صفایی          |                                | منصور سپهرنیا                                                                        |
| پهلوان پهلوانان        | ابراهیم باقری      |                                |                                                                                      |
| تعطیلات داش اسمال      | رضا صفایی          | عبدالعلی همایون                | سهیلا، منصور سپهرنیا، جهانگیر غفاری، علی میری، عبدالعلی همایون                       |
| تک‌خال                  | فریدون ژورک        |                                | رضا بیک ایمانوردی                                                                    |
| تهران می‌رقصد           | پرویز خطیبی        | پرویز خطیبی                    |                                                                                      |
| جدایی                  | رضا صفایی          |                                | پوری بنایی                                                                           |
| جیب‌بر خوشگله           | تورکر اینانوغلو    |                                |                                                                                      |
| چیچو و فرانکو وطنی     |                    |                                |                                                                                      |
| خانه کنار دریا         | هوشنگ کاووسی       | هوشنگ کاووسی                   |                                                                                      |
| دنیای آبی              | صابر رهبر          | فریدون گله                     | بهروز وثوقی                                                                          |
| دنیای پرامید           | احمد شیرازی        |                                | محمدعلی فردین                                                                        |
| دنیای تاریک            |                    |                                | جهانگیر غفاری، ویکتوریا نرسسیان                                                      |
| دو دل و یک دلبر        | نصرت‌الله وحدت      |                                |                                                                                      |
| رابطه                  | ایرج قادری         |                                | ایرج قادری، آرمان هوسپیان                                                            |
| روسپی                  | عباس شباویز        | عباس شباویز                    | رضا بیک ایمانوردی                                                                    |
| زن وحشی وحشی           | عزیزالله بهادری    |                                | جمیله                                                                                |
| ستاره فروزان           |                    |                                | فروزان                                                                               |
| سرود زندگی             | مهدی رئیس فیروز    |                                |                                                                                      |
| سوگند سکوت             | ایرج قادری         |                                | ایرج قادری                                                                           |
| سه فراری               | آرامائیس آقامالیان | پرویز نوری                     | منصور سپهرنیا                                                                        |
| شکوه قهرمان            | محمد زرین‌دست       |                                |                                                                                      |
| شهرآشوب                | فریدون ژورک        |                                | فروزان، تقی ظهوری، جهانگیر غفاری، احمد قدکچیان                                       |
| ضرب شست                | موسی افشار         |                                |                                                                                      |
| عدل الهی               | تورکر اینانوغلو    | بولنت اران                     | کارتال تیبت، فروزان، جهانگیر غفاری                                                   |
| عشق کولی               | رضا صفایی          | عبدالعلی همایون                |                                                                                      |
| عشق‌آفرین               | احمد نجیب‌زاده      |                                |                                                                                      |
| غول بیابانی            | عزیزالله رفیعی     |                                |                                                                                      |
| قاتلین هم می‌گریند      | عزیزالله بهادری    |                                | آذر شیوا                                                                             |
| قصر زرین               | محمدعلی فردین      |                                | محمدعلی فردین                                                                        |
| قلب‌های طلایی           | اسماعیل پورسعید    | اسماعیل پورسعید                |                                                                                      |
| قهوه‌خانه قنبر          | منوچهر صادق‌پور     |                                |                                                                                      |
| قیصر                   | مسعود کیمیایی      | مسعود کیمیایی                  | بهروز وثوقی، پوری بنایی، جمشید مشایخی، ناصر ملک‌مطیعی                                 |
| کاسب‌های محل            |                    |                                |                                                                                      |
| گاو                    | داریوش مهرجویی     | داریوش مهرجویی، غلامحسین ساعدی | عزت‌الله انتظامی، محمود دولت‌آبادی، پرویز فنی‌زاده، جمشید مشایخی، علی نصیریان           |
| گربه را دم حجله می‌کشند | داوود اسماعیلی     |                                | کتایون                                                                               |
| گربه کور               | سردار ساگر         |                                |                                                                                      |
| گرفتار                 | محمود کوشان        |                                | ناصر ملک‌مطیعی، شهین خلیلی، فریبا خاتمی، جواد قائم‌مقامی، حمیده خیرآبادی               |
| گناه زیبایی            | سیروس جراح‌زاده     |                                |                                                                                      |
| گناه مادر              | قدرت‌الله بزرگی     |                                |                                                                                      |
| مالک دوزخ              | امیر شروان         |                                | فروزان                                                                               |
| مردان روزگار           | مازیار پرتو        |                                |                                                                                      |
| معجزه قلب‌ها            | خسرو پرویزی        |                                | فروزان، تقی ظهوری، منوچهر وثوق، جهانگیر غفاری، ویکتوریا نرسسیان، ثریا بهشتی          |
| ملعون                  |                    |                                |                                                                                      |
| نسل شجاعان             | اسماعیل کوشان      | رمزی آیدین جونتورک             | جونیت آرکین، شهین خلیلی، جهانگیر غفاری، هولوسی کنتمن                                 |
| نعره طوفان             | ساموئل خاچیکیان    |                                | محمدعلی فردین                                                                        |
| نعره گرگ‌ها             | روبرت اکهارت       | پرویز نوری                     |                                                                                      |